# Kindesanhörung
Kindesanhörung ist die persönliche Anhörung von  Kindern und Jugendlichen in allen sie betreffenden Gerichts- und Verwaltungsverfahren. Minderjährigen steht nach internationalen und nationalen Bestimmungen ein Recht auf Kindesanhörung zu. Juristisch definiert wird als Kind eine Person, die das 14. Lebensjahr noch nicht vollendet hat.

## Rechtliche Grundlage
Den völkerrechtlichen Rahmen zur Kindesanhörung bildet Artikel 12 UN-Kinderrechtskonvention.
(1) Die Vertragsstaaten sichern dem Kind, das fähig ist, sich eine eigene Meinung zu bilden, das Recht zu, diese Meinung in allen das Kind berührenden Angelegenheiten frei zu äußern, und berücksichtigen die Meinung des Kindes angemessen und entsprechend seinem Alter und seiner Reife.
(2) Zu diesem Zweck wird dem Kind insbesondere Gelegenheit gegeben, in allen das Kind berührenden Gerichts- oder Verwaltungsverfahren entweder unmittelbar oder durch einen Vertreter oder eine geeignete Stelle im Einklang mit den innerstaatlichen Verfahrensvorschriften gehört zu werden.
In  Deutschland regelt § 159 FamFG die persönliche Anhörung in Kindschaftssachen, um den Kindeswillen zu ermitteln. 
Hervorzuheben ist, dass das Kind stets anzuhören ist, wenn es das 14. Lebensjahr vollendet hat und das gerichtliche Verfahren die elterliche Sorge insgesamt oder (teilweise) die Personensorge betrifft.
Gemäß § 159 Abs. 2 FamFG ist ein Kind auch vor Vollendung des 14. Lebensjahres dann persönlich anzuhören, wenn die Neigungen, Bindungen und der Wille des Kindes für die Entscheidung von Bedeutung sind. Diese Faktoren sind gewichtige Gesichtspunkte des Kindeswohls. Die persönliche Anhörung dient der Gewährung rechtlichen Gehörs, aber auch der Sachaufklärung (BGH, Beschluss vom 31. Oktober 2018, Az. XII ZB 411/18).

## Ziel der Kindesanhörung
Bei Sorge- und Umgangsfragen ist stets davon auszugehen, dass die persönlichen  Bindungen,  Beziehungen und Neigungen des Kindes zu seinen  Bezugspersonen sowie sein Wunsch und Wille bedeutende Kriterien für die Entscheidung sind. Das Recht des Kindes, diese dem Gericht gegenüber erkennbar zu machen, muss stets Rechnung getragen werden.

## Arbeitsweise
„Die Variationsbreite kindlicher Reaktionen im Kontext von Kindesanhörungen ist sehr groß, da das Erleben abhängig von Entwicklungsstand, Alter sowie einer Vielzahl individueller und situationsbedingter Faktoren ist.“
Ziel ist die Eruierung des kindlichen Willes: „Zum einen kann ihm entnommen werden, zu welcher Person das Kind die stärksten Bindungen hat. Zum anderen dient er der Selbstbestimmung des Kindes. Je älter das Kind ist, desto mehr tritt die zweite Funktion in den Vordergrund“.
Die Kindesanhörung ist an der Lebenswirklichkeit des Kindes und der jeweils individuellen Zielsetzung zu orientieren.